# リニアレギュレータ
リニアレギュレータ（英: Linear regulator）は、レギュレータの一種で抵抗や半導体素子の電圧降下を利用して電圧の安定した電源を供給する安定化電源回路である。スイッチングレギュレータと比べると、構造が単純で低価格であるというメリットを持っているため、小電力回路の電源として多用されているが電力損失は多くなる。負荷回路に対して直列に接続するものをシリーズレギュレータ、並列に接続するものをシャントレギュレータという。